# 粗糠树
粗糠树（学名：Ehretia macrophylla）为紫草科厚壳树属下的一个变种。

## 扩展阅读
維基物種上的相關：粗糠树